# Hochschuldidaktikzentrum
Das Hochschuldidaktikzentrum (HDZ), offiziell Hochschuldidaktikzentrum der Universitäten des Landes Baden-Württemberg, ist ein Zentrum für Hochschuldidaktik des Landes Baden-Württemberg mit Sitz in Stuttgart. Es wird von den neun Universitäten sowie den sechs Pädagogischen Hochschulen des Bundeslandes in gemeinsamer Verantwortung geführt.

## Geschichte
Das Hochschuldidaktikzentrum wurde im Jahr 2001 vom Ministerium für Wissenschaft, Forschung und Kunst (MWK) des Landes Baden-Württemberg gegründet. Das HDZ wird seit 2007 von den Universitäten finanziell getragen. Anfang 2015 wurde das HDZ durch die Akkreditierungskommission der Deutschen Gesellschaft für Hochschuldidaktik erfolgreich akkreditiert. Seit dem 1. Januar 2019 sind neben den Universitäten auch die Pädagogischen Hochschulen des Landes Mitglied im HDZ mit einer Arbeitsstelle Hochschuldidaktik an der Pädagogischen Hochschule Ludwigsburg.

## Ziele und Maßnahmen
Ziel des HDZ ist es, die Qualität der Lehre zu verbessern, um die Qualität des Studiums für die Studierenden zu erhöhen. Zwei sich ergänzende Bündel von Maßnahmen sollen dieses doppelte Ziel erreichen: Zum einen durch den Ausbau eines flächendeckenden Angebots an hochschuldidaktischen Weiterbildungsmöglichkeiten und zum anderen durch Maßnahmen, welche der strukturellen Verbesserung der Rahmenbedingungen von Lehre dienen. Hierzu dienen Programmveranstaltungen und Beratungsangebote, Workshops, ein Jahresprogramm mit Impulsvorträge, praxisbezogene Übungen, Onlinephasen und der Möglichkeit zur Reflexion über die eigene Lehrpraxis, sowie ergänzende Beratungs- und Coachingangbote oder Angebote zur Team- und Strukturenentwicklung für universitäre Einheiten.

## Arbeitsstellen und Leitung
Im HDZ arbeiten zehn lokale Arbeitsstellen und eine zentrale Geschäftsstelle als Netzwerk zusammen. Eine Mitgliederversammlung ist das verantwortliche Leitungsgremium des HDZ. Das Leitungsgremium setzt sich aus den Prorektoren für Lehre der neun Universitäten und einer Pädagogischen Hochschule zusammen. Aus diesem Kreis setzt sich auch der Vorstand des HDZ zusammen, der durch die Mitgliederversammlung gewählt wird. Diese Organe vertreten das HDZ nach außen.
Den gegenwärtigen Vorstand bilden:
- 1. Vorsitzende: Olga Pollatos – Vizepräsidentin für Lehre an der Universität Ulm
- Stellvertretender Vorsitzender: Peter Kirchner – Prorektor für Studium, Lehre und Weiterbildung an der Pädagogischen Hochschule Ludwigsburg